# アンドレイ・キスカ
アンドレイ・キスカ（スロバキア語: Andrej Kiska、1963年2月2日 - ）は、スロバキアの政治家、実業家。2014年から2019年まで同国大統領を務めた。

## 人物
1963年、チェコスロバキア時代のポプラドで出生。スロバキア技術大学で電気工学を学ぶ。卒業後、ポプラドのNaftprojekt社に就職する。ビロード革命後の1990年、米国に渡り、小売業や建設業などに従事。
帰国後、Triangel and Quatroという消費者向け分割払い会社など、様々な会社を設立し、成功を収める。
2005年、保有していた全ての株式をイタリア系の銀行に売却し、翌年2006年、100万ユーロを投じて、「Dobrý anjel（英訳でGood Angel、良き天使）」というNPOを友人と共に立ち上げる。このDobrý anjelは癌など重い病の児童を抱える家族を支援するNPOで、2014年現在、15万人以上からの寄付を集めており、スロバキア最大の慈善団体となっている。

## 2014年大統領選
2014年の大統領選では24%の得票で、首相であるロベルト・フィツォの28%に次ぐ得票を集め、決選投票に進出。3月29日に行われた決選投票で60%近くの得票を集め、当選。
6月15日、大統領に就任。

## 大統領として
2014年7月25日、自らの初任給を全額、重病人を含む低所得者層10世帯に寄付したと発表。キスカは大統領選中、5年の任期中に受け取る給与を全額、慈善活動に寄付する事を公約に掲げていた。
2015年5月8日、第二次世界大戦終戦70周年の日、ソ連兵など連合国軍の兵士が埋葬されている墓地を訪れた際、「過去の思想は憎悪をまき散らした」と発言。思想の代表例としてファシズムの他に共産主義を挙げている。
2018年5月15日、2019年の大統領選挙には出馬しないと表明。2019年3月の大統領選ではズザナ・チャプトヴァーが後任の大統領に選出された。

## 人物
最初の夫人とは18年の結婚生活の後に離婚。現在の夫人であるマルティナとは2003年に結婚。最初の夫人との間に2人、マルティナとの間に3人の子供がいる。マルティナとの3人目の子供は大統領任期中の2017年に出生した。